# Mária Mednyánszky
Mária Mednyánszky (ur. 7 kwietnia 1901 w Budapeszcie; zm. 22 grudnia 1978 tamże) – węgierska tenisistka stołowa, wielokrotna medalistka mistrzostw świata.

## Kariera sportowa
Była 28-krotną medalistką mistrzostw świata, w tym osiemnaście razy zdobywała złoto - pięciokrotnie w grze pojedynczej, siedmiokrotnie w grze podwójnej i sześciokrotnie w grze mieszanej. W latach 1928–1939 była sześciokrotną mistrzynią Węgier w grze pojedynczej, siedmiokrotną w grze podwójnej oraz czterokrotną w grze mieszanej. W roku 1928, 1930 i 1932 zdobywała tytuły międzynarodowej mistrzyni Niemiec w grze pojedynczej, w 1932 była również mistrzynią Anglii w grze pojedynczej i podwójnej.